# Guilbaut Colas
Guilbaut Colas (ur. 18 czerwca 1983 w Échirolles) – francuski narciarz dowolny. Mistrz świata w konkurencji jazdy po muldach, tytuł ten wywalczył na mistrzostwach świata w Deer Volley. Jest także wicemistrzem świata w jeździe po muldach podwójnych, które wywalczył podczas mistrzostw świata w Madonna di Campiglio. Jego najlepszym wynikiem olimpijskim jest 6. miejsce jeździe po muldach na igrzyskach olimpijskich w Vancouver.
Najlepsze wyniki w Pucharze Świata osiągnął w sezonie 2010/2011, kiedy to zajął pierwsze miejsce w klasyfikacji generalnej, a w klasyfikacjach jazdy po muldach był również pierwszy. W sezonach 2008/2009 i 2009/2010 był czwarty w klasyfikacji generalnej i drugi w klasyfikacji jazdy po muldach podwójnych. Był także drugi w klasyfikacji jazdy po muldach podwójnych w sezonie 2007/2008.

## Osiągnięcia

### Igrzyska olimpijskie
| Miejsce | Dzień     | Rok  | Miejscowość | Konkurencja      | Zwycięzca          |
| ------- | --------- | ---- | ----------- | ---------------- | ------------------ |
| 10.     | 15 lutego | 2006 | Turyn       | Jazda po muldach | Dale Begg-Smith    |
| 6.      | 14 lutego | 2010 | Vancouver   | Jazda po muldach | Alexandre Bilodeau |

### Mistrzostwa świata
| Miejsce | Dzień       | Rok  | Miejscowość          | Konkurencja      | Zwycięzca                 |
| ------- | ----------- | ---- | -------------------- | ---------------- | ------------------------- |
| 5.      | 31 stycznia | 2003 | Deer Valley          | Jazda po muldach | Mikko Ronkainen           |
| 17.     | 1 lutego    | 2003 | Deer Valley          | Muldy podwójne   | Jeremy Bloom              |
| 4.      | 19 marca    | 2005 | Ruka                 | Jazda po muldach | Nathan Roberts            |
| 17.     | 20 marca    | 2005 | Ruka                 | Muldy podwójne   | Toby Dawson               |
| 7.      | 9 marca     | 2007 | Madonna di Campiglio | Jazda po muldach | Pierre-Alexandre Rousseau |
| 2.      | 10 marca    | 2007 | Madonna di Campiglio | Muldy podwójne   | Dale Begg-Smith           |
| 12.     | 7 marca     | 2009 | Inawashiro           | Jazda po muldach | Patrick Deneen            |
| 32.     | 8 marca     | 2009 | Inawashiro           | Muldy podwójne   | Alexandre Bilodeau        |
| 1.      | 2 lutego    | 2011 | Deer Valley          | Jazda po muldach | -                         |
| 4.      | 5 lutego    | 2011 | Deer Valley          | Muldy podwójne   | Alexandre Bilodeau        |

### Puchar Świata

#### Miejsca w klasyfikacji generalnej
- sezon 2001/2002: 79.
- sezon 2002/2003: 59.
- sezon 2003/2004: 55.
- sezon 2004/2005: 31.
- sezon 2005/2006: 37.
- sezon 2006/2007: 4.
- sezon 2007/2008: 6.
- sezon 2008/2009: 4.
- sezon 2009/2010: 4.
- sezon 2010/2011: 1.

#### Zwycięstwa w zawodach
1. Deer Valley – 13 stycznia 2007 (Muldy podwójne)
2. Mont Gabriel – 26 stycznia 2008 (Jazda po muldach)
3. Mariańskie Łaźnie – 1 marca 2008 (Jazda po muldach)
4. Deer Valley – 29 stycznia 2009 (Jazda po muldach)
5. Deer Valley – 31 stycznia 2009 (Jazda po muldach)
6. Deer Valley – 16 stycznia 2010 (Jazda po muldach)
7. Lake Placid – 21 stycznia 2010 (Jazda po muldach)
8. Åre – 13 marca 2010 (Jazda po muldach)
9. Sierra Nevada – 18 marca 2010 (Jazda po muldach)
10. Méribel – 15 grudnia 2010 (Muldy podwójne)
11. Lake Placid – 22 stycznia 2011 (Jazda po muldach)
12. Lake Placid – 23 stycznia 2011 (Jazda po muldach)
13. Voss – 20 marca 2011 (Jazda po muldach)

#### Pozostałe miejsca na podium w zawodach
1. Jisan – 1 marca 2006 (Jazda po muldach) – 2. miejsce
2. Apex – 18 marca 2006 (Jazda po muldach) – 3. miejsce
3. Mont Gabriel – 6 stycznia 2007 (Jazda po muldach) – 2. miejsce
4. La Plagne – 6 lutego 2007 (Muldy podwójne) – 3. miejsce
5. Inawashiro – 18 lutego 2007 (Muldy podwójne) – 3. miejsce
6. Inawashiro – 16 lutego 2008 (Jazda po muldach) – 3. miejsce
7. Cypress Mountain – 7 lutego 2009 (Jazda po muldach) – 3. miejsce
8. Åre – 14 lutego 2009 (Muldy podwójne) – 2. miejsce
9. La Plagne – 18 marca 2009 (Jazda po muldach) – 2. miejsce
10. Deer Valley – 14 stycznia 2010 (Jazda po muldach) – 2. miejsce
11. Ruka – 11 grudnia 2010 (Jazda po muldach) – 3. miejsce
12. Beidahu – 21 grudnia 2010 (Jazda po muldach) – 2. miejsce
13. Mont Gabriel – 15 stycznia 2011 (Muldy podwójne) – 3.miejsce
14. Åre – 11 marca 2011 (Jazda po muldach) – 2.miejsce
15. Åre – 12 marca 2011 (Muldy podwójne) – 2.miejsce

- W sumie (13 zwycięstw, 8 drugich i 7 trzecich miejsc).